# Seznam památkově chráněných území Plzeňského kraje
Seznam památkově chráněných území Plzeňského kraje.

## Městská památková rezervace
- Domažlice
- Horšovský Týn
- Plzeň

## Městská památková zóna
- Bor
- Dobřany
- Horažďovice
- Kašperské Hory
- Klatovy
- Manětín
- Město Touškov
- Planá
- Plzeň-Bezovka
- Plzeň-Lochotín
- Poběžovice
- Rabí
- Rabštejn nad Střelou
- Spálené Poříčí
- Stříbro
- Sušice
- Tachov
- Úterý
- Velhartice

## Vesnická památková rezervace
- Dobršín
- Ostrovec
- Plzeň 2 - Božkov
- Plzeň 2 - Černice
- Plzeň 2 - Koterov

## Vesnická památková zóna
- Břežany
- Dobřív
- Dolany
- Dýšina
- Hlince
- Horní Jadruž
- Hradešice
- Chanovice
- Chodský Újezd
- Jablečno
- Jarov
- Kanice
- Klenčí pod Čerchovem
- Kyšice
- Lhota
- Lhota pod Radčem
- Lipnice
- Lochousice
- Mítov
- Nynice
- Olešovice
- Ostřetice
- Pačín
- Plzeň - Křimice
- Plzeň 1 - Bolevec
- Plzeň 4 - Bukovec
- Plzeň 4 - Červený Hrádek
- Plzeň 4 - Lobzy
- Plzeň 4 - Újezd
- Pocinovice
- Podmokly
- Poleň
- Prostiboř
- Radčice
- Radějov
- Řesanice
- Stráž
- Strážov
- Studená
- Trhanov
- Tymákov
- Vejvanov
- Velké Hydčice
- Zadní Chodov
- Zahrádka

## Krajinná památková zóna
- Chudenicko
- Plasko